# 蕭佩兒
蕭佩兒（英語：Siew Pui Yi，1998年8月1日—），又名Ms. Puiyi，馬來西亞模特兒、網路紅人、女演員、唱片製作人、DJ和前色情演員。2019年，蕭佩兒電腦送修時遭到駭客攻擊，導致其私密照被勒索。因此，她開始透過訂閱制平台OnlyFans發布自己的照片並從中牟利。
截至2024年3月，蕭佩兒擁有超過2200萬Instagram粉絲、140萬TikTok粉絲和近9萬YouTube訂閱者。

## 生平
蕭佩兒出生於馬來西亞吉隆坡，與兩個姊妹一起長大。10歲時舉家搬遷至檳城。
蕭佩兒就讀拿督翁中學，隨後在檳城的一所大學受高等教育。她在一部自製紀錄片中表示，由於「在檳城感到自己的創造力受到抑制，並且缺乏足夠的個人成長空間」，而決定到吉隆坡上大學。
2021年，蕭佩兒自美國特洛伊大學畢業，獲商管學士學位。

## 影视作品

### 电影
- 《荒岛》 饰演 Kitty（2023）
- 《KL爱情故事》 饰演 小三（2026）